# Ruta Estatal de California 29
La Ruta Estatal de California 29, y abreviada SR 29 (en inglés: California State Route 29) es una carretera estatal estadounidense ubicada en el estado de California. La carretera inicia en el Sur desde la I 80     en Vallejo hacia el Norte en la SR 20     en Upper Lake. La carretera tiene una longitud de 170 km (105.648 mi).

## Mantenimiento
Al igual que las autopistas interestatales, y las rutas federales y el resto de carreteras estatales, la Ruta Estatal de California 29 es administrada y mantenida por el Departamento de Transporte de California por sus siglas en inglés Caltrans.

## Cruces
La Ruta Estatal de California 29 es atravesada principalmente por la  SR 12  cerca de Napa
 SR 128  en Calistoga
 SR 53  cerca de Clearlake
 SR 175  cerca de Lakeport.